# Антоненко, Александр Владимирович
Александр Антоненко (латыш. Aleksandrs Antoņenko, при рождении Александр Владимирович Антоненко; родился 26 июня 1975 года, Рига) — латвийский тенор, специализирующийся на драматическом репертуаре. Солист театра Ла Скала, Метрополитен-опера, Королевской оперы (Лондон), оперы «Бастилия» (Париж), Оперного театра Рима, Зальцбургского оперного фестиваля и других мировых оперных площадок.
Директор музыкального фестиваля Вербье назвал его одним из ярчайших теноров современности.

## Биография
Александр Антоненко родился в Риге в многодетной семье. Уже в детстве проявил способности к музыке.
В 1998 году закончил музыкальный колледж при Латвийской музыкальной академии имени Язепа Витола по классу духовых инструментов и параллельно занимался пением у педагога Маргариты Александровны Груздевой. Она и определила его в теноры, хотя многие считали, что голос Александра — бас-баритон. Своего педагога Антоненко считает своей второй мамой и продолжает брать ее уроки, став оперной звездой.
Занимался на вокальном отделении Музыкальной академии в классе профессора Арвида Лусте.
В 1997 году начал петь в хоре Латвийской национальной оперы.
В 1998 году дебютировал в роли Оберто в опере Генделя «Алчина».
В 2000 году прошёл мастер-класс у Виргилиюса Норейки, который подтвердил верность полученной певцом школы.
Антоненко работает без импресарио, имея лишь австрийского агента.

## Творчество
Александр Антоненко заявил о себе на международном уровне, завоевав премию Пауля Сакса в 2002 году, а затем Большую музыкальную награду на родине, в Латвии, за оперные постановки и исполнение «Реквиема» Джузеппе Верди.
В 2006 году он дебютировал в роли кавалера Де Грие в опере «Манон Леско» в Шведской королевской опере и Норвежской опере, а также в Венской государственной опере.
В сезоне 2006—2007 годов певец выступил в роли Хозе в Норвежской государственной опере (Осло), Туридду в Немецкой опере (Берлин) и Опере Монте-Карло, а также исполнил партию Каварадосси на фестивале в Баден-Бадене.
Затем были роли Габриэля Адорно («Симон Бокканегра») в Франкфуртской опере и Исмаила в «Набукко» на сцене Баварской государственной оперы.
В партии Отелло Антоненко дебютировал в постановке Риккардо Мути на Зальцбургском фестивале летом 2008 года. Затем он исполнил эту роль на сцене Римского оперного театра.
В 2009 году он дебютировал на сцене Метрополитен-оперы в роли Принца в «Русалке» в дуэте с Рене Флеминг.
В 2010 году он солировал в роли Германа в опере «Пиковая дама» и Отелло в одноименной опере на сцене Венской государственной оперы, исполнял партию Туридду в опере «Сельская честь» в Валенсии и выступал в новой постановке «Бориса Годунова» (Дмитрий) на сцене Метрополитен-опера.
В 2011 году Риккардо Мути пригласил Антоненко исполнить партию Отелло в парижской Опера Гарнье, в сопровождении Чикагского симфонического оркестра. Он также участвовал в новой постановке оперы «Плащ» на сцене Ковент-Гардена.
Продолжилось сотрудничество латвийского певца с Шведской королевской оперой, где он выступил в новой постановке оперы Пуччини «Девушка с Запада», которую реализовал Кристоф Лой.
Антоненко с блеском дебютировал в роли Каварадосси в 2012 году в «Тоске» на сцене Ла Скала. В том же году он выступил в роли Отелло в Королевском оперном театре в Лондоне.
В 2013 году он появился в роли Радамеса в «Аиде» в Цюрихском оперном театре. Затем последовало исполнение роли Манрико в «Трубадуре» в Берлинской государственной опере. Он также выступал в «Турандот» в роли Калафа в Ла Скала. В 2013 году он появился в роли Исмаэли в опере Джузеппе Верди «Набукко», которой дирижировал Никола Луизотти в театре Ла Скала в Милане. В 2014 году он выступил в операх «Cельская честь» и «Паяцы» . Он также получил приглашение на главную роль в новой постановке Метрополитен-оперы «Oтелло», открывшей сезон 2015—2016 года. Постановка вызвала резонанс в американских оперных кругах из-за решения режиссёра отказаться от традиции изображать Отелло чернокожим. Другие партии тенора включают Норму в Баварской государственной опере, Отелло в барселонском оперном театре Лисео и Цюрихском оперном театре, Паяцев в Королевском оперном театре в Лондоне.
В сезоне 2019—2020 года является солистом Метрополитен-оперы, исполняя роль Радамеса в «Аиде».

### Работа с российскими дирижёрами
Работал с Валерием Гергиевым на гастролях «Пиковой дамы» во Франкфурте и «Отелло» в Роттердаме.
Владимир Федосеев пригласил Антоненко участвовать в цикле концертов «Легенды о любви» в Большом зале Московской консерватории.

## Роли
- Русалка — принц
- Аида — Радамес
- Трубадур — Манрико
- Турандот — Калаф
- Отелло — Отелло
- Кармен — Хозе
- Паяцы — Канио
- Девушка с Запада — Дик Джонсон
- Тоска — Каварадосси
- Плащ — Луиджи
- Норма — Поллионе
- Сельская честь — Туридду
- Самсон и Далила — Самсон
- Борис Годунов — Григорий

## Награды
- 2002 — Премия Пауля Сакса
- 2004 — Большая музыкальная награда (Латвия)